# Lüchow (Wendland)
Pour les articles homonymes, voir Lüchow.
Lüchow (Wendland) est une ville allemande, chef-lieu de l'arrondissement de Lüchow-Dannenberg et située dans la partie nord-est de la Basse-Saxe

## Politique et administration

### Jumelages
Lüchow entretient des partenariats avec les villes et communes suivantes :
- Céret  France, depuis 1983.
- Newberg  États-Unis, depuis 1985.
- Oborniki  Pologne, depuis 2007.
- Hallefors  Suède.